# Куково (Брестская область)
Ку́ково (бел. Ку́кава) — агрогородок в Ганцевичском районе Брестской области Белоруссии, в составе Огаревичского сельсовета. Население — 490 человек (2019).

## География
Куково находится в 10 км к северо-востоку от Ганцевичей и в 10 км к западу от северо-западной оконечности водохранилища Локтыши. Деревня находится близ границы с Минской областью. К юго-востоку лежит деревня Малые Круговичи, к западу — Передел. Через село проходит автодорога Р13 Ганцевичи — Клецк. Местность принадлежит бассейну Днепра, западнее деревни есть сеть мелиоративных канав со стоком в Цну. Ближайшая ж/д станция — в Ганцевичах (линия Барановичи — Лунинец).

## Достопримечательности
- Деревянная мельница, первая половина XX века. Перестроена в жилой дом[3]
- Памятник землякам, погибшим в войну. Установлен в 1975 году. На насыпном кургане — скульптурная композиция: солдат и партизан с оружием в руках[4]